# 阿爾法塔半島
62°22′15″S 59°39′38″W / 62.37083°S 59.66056°W

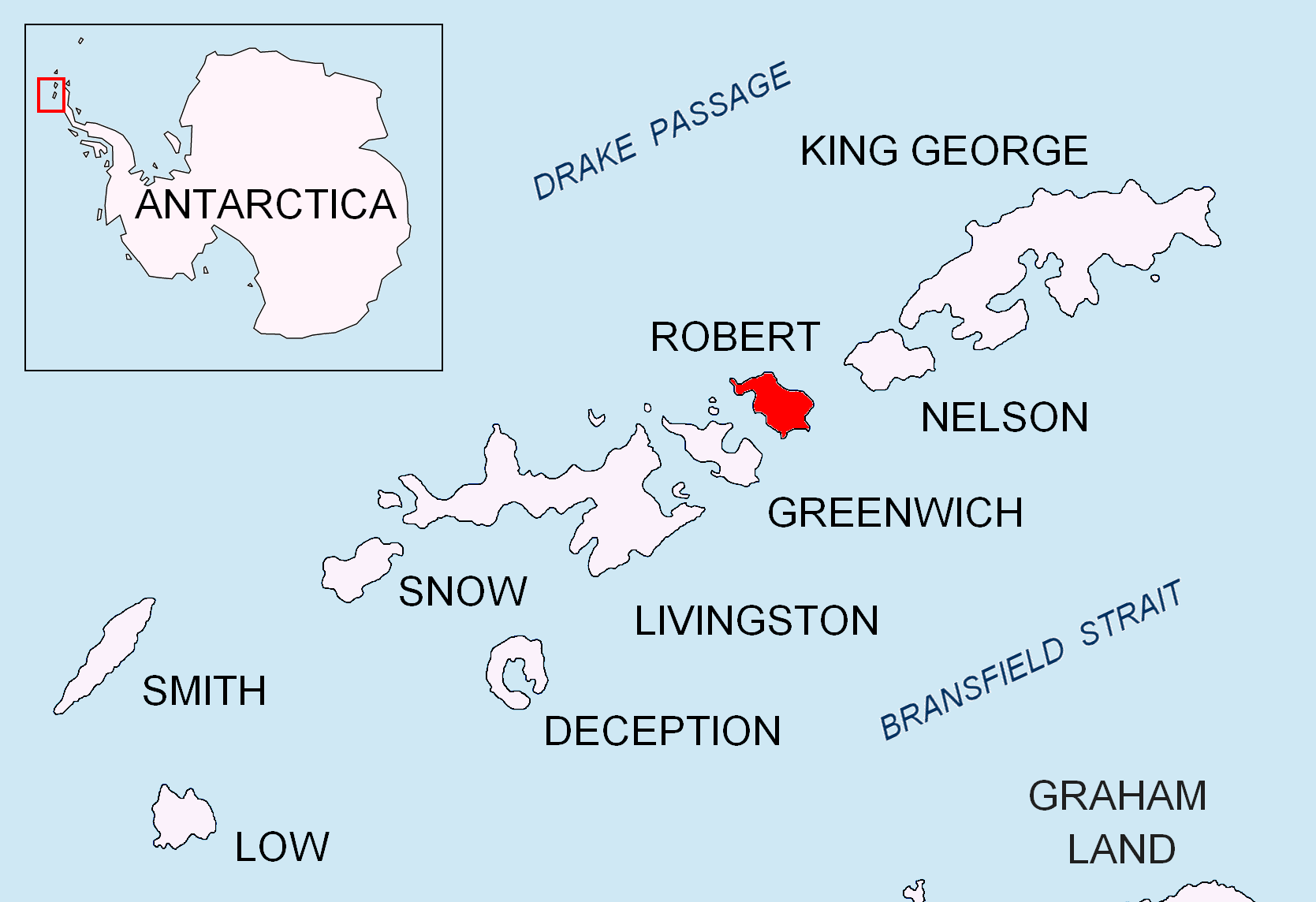

阿爾法塔半島是南極洲的半島，位於南設得蘭群島中羅伯特島的西北端，長4公里、寬2.8公里，該半島以保加利亞東北部城鎮阿爾法塔命名。

## 外部連結
- Alfatar Peninsula. （页面存档备份，存于） SCAR Composite Antarctic Gazetteer